# Manuel de Almeida
Pour les articles homonymes, voir de Almeida.
Manuel de Almeida, né en 1580 à Viseu (Portugal) et décédé le 10 mai 1646 à Goa (Inde), est un prêtre jésuite portugais, missionnaire à Goa (en Inde) puis en Éthiopie dont il est le supérieur de la mission jésuite.  

## Biographie
Manuel de Almeida fait des études à Coimbra avant d’entrer dans la Compagnie de Jésus. Rejoignant les jésuites le 12 novembre 1594 il fait son noviciat à Coimbra même. Après ses études de philosophie, il demande à être envoyé en mission en Inde. Il part en 1601 avec un groupe de confrères. À Goa, il enseigne la classe de rhétorique pendant trois ans. Trois années de théologie (1604-1608) le préparent au sacerdoce qu’il reçoit, à Goa en 1608. Il enseigne ensuite la philosophie jusqu’en 1612 et l’Écriture Sainte (1612-1616) tout en s’occupant de la paroisse de la péninsule de Salsete.
En 1616, il est nommé supérieur de la mission nouvellement créée sur l’île Saint-Laurent (Madagascar), projet longtemps caressé par le Vice-roi de l'Inde. Cette mission échoue à cause de la témérité des autorités portugaises qui kidnappèrent le fils d’un roi local pour lui donner une éducation chrétienne à Goa. Almeida est de retour à Salsete. 
En 1622, le père Manuel de Almeida est choisi par le Supérieur général de son ordre comme ‘visiteur canonique’ en Éthiopie, et ambassadeur auprès de l’empereur d’Éthiopie, Susneyos. Accompagné de trois compagnons, Almeida quitte Bassein le 28 novembre 1622 pour Suakin, et atteint Diu deux mois plus tard. Son voyage prend du retard : il arrive à Suakin, sur la côte africaine, le 4 décembre, où il reçoit l’autorisation de traverser le territoire sous contrôle ottoman. Par Massaoua il atteint finalement la mission catholique de Fremona en janvier 1624.    
Le père de Almeida est très cordialement reçu par l’empereur Susneyos et lui remet la lettre du  père Mutio Vitelleschi. Comme Visiteur il visite les différentes missions du pays et envoie un rapport au Père Général suggérant que davantage de missionnaires (à la vertu éprouvée) soient envoyés, avec des moyens financiers adéquats. Ces visites à travers le pays, de 1625 à 1633,  lui donnèrent une bonne connaissance du pays, lui donnant le matériau de son Histoire générale de l’Éthiopie, un ouvrage qui fait autorité. Il assiste aux funérailles de l’empereur Susneyos en 1632. 
Irrité par l’attitude du patriarche latin Afonso Mendes qui tente de latiniser les coutumes religieuses éthiopiennes, le successeur et fils de Susneyos, Fasiladas est cependant hostile aux missionnaires : dans un premier temps ils sont confinés dans leur mission de Fremona. Almeida est en route vers Goa pour demander l’aide des autorités portugaises. Avant même qu’il y arrive - le voyage et long - tous ses confrères jésuites sont expulsés d’Éthiopie.  
De retour en Inde portugaise après une absence de 13 ans, Almeida est nommé recteur du collège Saint-Paul de Goa (1634), puis provincial (1637) et enfin de nouveau visiteur (jusqu’en 1642). Il doit faire face à une campagne contre les Jésuites étrangers que l’on accuse de ne pas être loyaux à la couronne du Portugal. Le père Manuel de Almeida meurt à Goa le 10 mai 1646.

## Écrit
- Histoire générale de l’Éthiopie (Historia Geral de Ethiopia a Alta ou Abassia), publiée à Coimbra en 1660.

Almeida commença à écrire son 'Histoire éthiopienne' alors qu’il se trouvait en Éthiopie, se basant sur son expérience et sur des écrits d’autres missionnaires, dont Pedro Páez. L’’œuvre fut achevée en Inde.  Almeida l’envoya au Portugal environ quatre mois avant sa mort. L’œuvre fut remaniée et augmentée par Baltasar Teles. Almeida y incluait une carte de l’empire éthiopien, dessinée par lui-même vers 1640, avec l’indication minutieuse des lieux. C’est la première carte de ce territoire africain faite par un Européen.